# Willy Verkauf
Willy Verkauf-Verlon (* 6. März 1917 in Zürich; † 12. Februar 1994 in Wien), Künstlername André Verlon, war ein österreichischer bildender Künstler, Schriftsteller, Verleger und Publizist.

## Leben
Willy Verkauf wurde am 6. März 1917 in Zürich als Sohn eines österreichisch‑jüdischen Textiltechnikers und Buchhändlers geboren. 1921 übersiedelte die Familie nach Wien. Er besuchte zwischen 1927 und 1931 eine Hauptschule und anschließend kurz die Handelsakademie, bevor er eine Lehre als Landschaftsgärtner absolvierte. Angesichts des zunehmenden Antisemitismus emigrierte er 1933 mit seinen Eltern nach Palästina.
"Am 30. Jänner 1933 wurde Hitler durch Hindenburg zum Reichskanzler bestellt. Ich habe selber erlebt, wie dies auf der Wiener Ringstraße von österreichischen Hakenkreuzlern mit frenetischem Jubel gefeiert wurde. Ich kam an diesem Abend bedrückt, aber zum Handeln entschlossen nach Hause. Beim Abendessen sagte ich: 'Wir fahren nach Palästina'. Mein Vater, der nach dem Pfundsturz seine Strickwarenfabrikation schließen hatte müssen und eben dabei war, mühsam wieder eine neue Existenz aufzubauen, sah mich erstaunt an."

(Willy Verkauf-Verlon, Situationen. Eine autobiographische Wortcollage, Wien 1983, S. 15)
Zunächst als Landschaftsgärtner beschäftigt, folgten 1938 erste publizistische Arbeiten als Korrespondent für die in Moskau erscheinende Monatsschrift Das Wort sowie ein erster Gedichtband. Im selben Jahr heiratete er die gebürtige Litauerin Hanna Lipschitz (1917–1973). Beide wurden 1939 wegen Verdachts der Mitgliedschaft bei der illegalen Kommunistischen Partei Palästinas verhaftet und zu 18 Monaten Gefängnis verurteilt. Nach der vorzeitigen Haftentlassung 1940 zogen sie von Tel Aviv nach Jerusalem. 1942 folgte die Gründung des "Verlag Willy Verkauf". Verkauf sah seine Aufgabe als Verleger vor allem darin, den österreichischen Exil-Literaten Publikationsmöglichkeiten zu verschaffen. In seinem Verlag erschienen Werke von Max Brod, Franz Theodor Csokor, Arnold Zweig, Vicki Baum u. v. m.

Neben seiner Tätigkeit als Verleger und Buchhändler wurde Verkauf im Oktober 1942 Mitbegründer der Exilorganisation Free Austrian Movement (FAM / Freie Österreichische Bewegung) in Palästina. 
"Eine der Aufgaben unserer Organisation war die ständige Versorgung der Presse, des Rundfunks, der alliierten, zivilen und militärischen Stellen mit Informationen über Österreich. Auch die Kontakte mit diplomatischen Vertretungen, kirchlichen Organisationen zwecks moralischer Unterstützung der Wiedererrichtung eines freien Österreichs waren wichtig. Meine eigene Tätigkeit ging zum Teil über den 'offiziellen Rahmen' meiner Funktion hinaus. Ich war inzwischen Generalsekretär der Bewegung im Nahen Osten geworden. In dieser Eigenschaft stand ich in engem Kontakt mit der Abteilung 'Psychological Warfare' in der VIII. Britischen Armee, und in dieser selbst mit G. E. R. Gedye, der vor 1938 Korrespondent in Wien und ein ausgezeichneter Kenner der österreichischen Probleme war."

(Willy Verkauf-Verlon, Situationen. Eine autobiographische Wortcollage, Wien 1983, S. 57)
1946 kehrte Verkauf nach Wien zurück, wo er unter anderem bis 1948 die Zeitschrift Erbe und Zukunft herausgab. Außerdem war er Direktor des KPÖ-Parteiverlages Globus und veröffentlichte Zeitschriften wie Das Tagebuch und Die Bücherschau. Nach Zerwürfnissen mit der Parteiführung, verließ Verkauf der Verlag. Vor allem weil er Erbe und Zukunft nicht an den Globus-Verlag abgeben wollte, musste Verkauf, der im Juni 1947 aus der KPÖ ausgeschlossen wurde, auch die Zeitschrift einstellen.
Nach längeren Aufenthalten in der Schweiz und in Israel – Verkauf verfasste zu dieser Zeit das erste Standardwerk über den Dadaismus "Dada. Monographie einer Bewegung" – lebte er ab 1958 wieder in Wien.

### Künstlerische Laufbahn
Seit 1954 beschäftigte sich Verkauf intensiv mit dem Dadaismus. In jenem Jahr lernte er im Künstlerdorf Ejn Hod den DADA-Mitbegründer Marcel Janco kennen, der ihm in weiterer Folge mit den Dadaisten Hans Richter und Richard Hülsenbeck bekannt machte. 
"Angeregt wurde ich vielleicht auch dadurch, dass DADA ungefähr zu gleichen Zeit wie ich in Zürich zur Welt kam. DADA war der Protest von bildenden Künstlern und Schriftstellern gegen die Scheuklappen der bürgerlichen Gesellschaft. Sie verkündeten gegen diese die ABSOLUTE Sinnlosigkeit als als Waffe gegen jederlei Sinngebung, die man dem Krieg unterschob. Die Dadaisten verneinten alle Werte die bis dahin als heilig und unantastbar gegolten hatten. Sie machten Vaterland, Religion, geltende Moral und Ehre lächerlich, und rißen den zu Abgöttern gewordenen Werten einer verrotteten, sich gegenseitig umbringenden Gesellschaft die Maske herunter. Die große Seelennot, die das sinnlose Sterben bei empfindlichen künstlerischen Naturen zur Folge hatte, explodierte im dadaistischen Aufschrei. Es war ein Ausbruch der Verzweiflung." (aus: Verlon (Willy Verkauf): Worte zur Autocollage)
Ende 1957 erscheint im Verlag Arthur Niggli in der Schweiz, bei Alec Tiranti in London und bei George Wittenborn in New York das erste Standardwerk über den Dadaismus "Dada. Monographie einer Bewegung" .
Nach dieser Auseinandersetzung mit dem Dadaismus ist Willy Verkauf selbst auf der Suche nach einer visuellen Ausdrucksform. Im Jahr 1958 nimmt er, in Anlehnung an André Breton, den Künstlernamen André Verlon an und widmete sich ausschließlich der Kunst. Einflüsse der futuristischen Collagen Boccionis, der suprematistischen Malevitschs, sowie der „papier collés“ der Kubisten sind in Verlons Werken nach eigener Definition ebenso zu finden wie solche der Photomontagen Heartfields. Es sind politische Bilder voll brisanter Inhalte in einer experimentellen Gestaltung. Er gilt als Erfinder des Montage-Painting, einer Kombination aus Ölmalerei und Collage.
1961 war er bei der wegweisenden Ausstellung The Art of Assemblage im MoMA, New York neben Werken von Marcel Duchamp, Ernst und Oppenheim vertreten. Von 1961 bis 1971 hatte er sein Domizil und Atelier in Paris und lebte anschließend wieder vorwiegend in Wien.
Im Laufe seiner Karriere fanden weltweit über 70 Einzelausstellungen sowie dutzende Ausstellungsbeteiligungen mit seinen Werken statt. Eine letzte große Einzelausstellung erhielt er 1986 in der Österreichische Galerie Belvedere, Wien. Über die Jahrzehnte wurde sein Werk ausführlich von u. a. Dieter Gleisberg, Herta Wescher, Dieter Ronte u. v. m. rezensiert.
Seine Werke befinden sich heute u. a. in den Sammlungen des Belvedere, MuMoK, Collection des Beaux Arts de la Ville, Paris, Yad Vashem, Jerusalem, MoMA, New York, Tate Gallery, London.
Mit seiner dritten Frau stiftete er für antifaschistische österreichische Publizistik den Willy und Helga Verkauf-Verlon Preis, der vom Dokumentationsarchiv des österreichischen Widerstandes vergeben wird. Verkauf war auch von 1987 bis zu seinem Tode Vorsitzender der Theodor Kramer Gesellschaft, die wiederum den Theodor-Kramer-Preis verleiht. Ehrenmitglied der Gesellschaft bildender Künstler Österreichs (Künstlerhaus), Mitglied des PEN-Clubs, Träger des Ehrenzeichens für Verdienste um die Befreiung Österreichs und Mitglied des DÖW-Kuratoriums.
Verkauf ruht gemeinsam mit seiner Frau Helga in einem ehrenhalber gewidmeten Grab auf dem Wiener Zentralfriedhof (Gruppe 40, Nummer 167).

## Publikationen (Auswahl)
- Auch die Worte haben Grenzen. Gedichte 1935–1993. Mit einem Nachwort von Alexander Emanuely. Theodor Kramer Gesellschaft, Wien 2015, ISBN 978-3-901602-60-3.
- Autocollage. Euro Art, Wien.
- Dada? Dada-partout everywhere überall. Nr. 172, Wien 1981.
- Dada. Monograph of a Movement. Co-Hrsg. Marcel Janco, Hans Billiger, Arthur Niggly. Academy Editions London, St. Martin's Press New York, London/New York 1975
- Mit scharfer Optik. Löcker Verlag, Wien 1989, ISBN 3-85409-170-2.
- Montage Resonanzen. Montage als Prinzip im Wirken von Willy Verkauf Verlon mit Bild und Wort. Hg. Dieter Schrage. Verlag für Gesellschaftskritik, Wien 1992, ISBN 3-85115-158-5.
- Situationen. Eine autobiographische Wortcollage. Mit einem Nachwort von Konstantin Kaiser. Hrsg. v. Verein Kritische Sozialwissenschaft und Politische Bildung. Verlag für Gesellschaftskritik, Wien 1983, ISBN 3-900351-24-4.
- Tanzend auf einem Bein. Gedichte 1939–89. Übers. aus d. Hebräischen v. Hanna Lipschitz. Carmel Edition. Löcker Verlag, Wien 1990.

## Werke in (Auswahl)
- Belvedere, Wien
- Museum Moderner Kunst, Wien
- Albertina, Wien
- Museum of Modern Art, New York
- Musée National d’Art Moderne, Paris
- Tate Gallery, London
- Galleria Nazionale d’Arte Moderna, Roma
- Yad Vashem, Jerusalem
- Centre Pompidou, Paris

## Ausstellungen

### Einzelausstellungen
- 1961: Galerie Klihm, München
- 1962: Kunsthalle Düsseldorf
- 1962: Brook Street Gallery, London
- 1962: D‘Arcy Galleries, New York
- 1963: Galerie Arditti, Paris
- 1963: Galerie d‘Art Moderne, Basel
- 1963: International House, Denver
- 1963 Academy of Arts, Memphis USA
- 1963 Galleria Arturo Schwarz, Milano
- 1963: Galleria Penelope, Roma
- 1964: Museum of Art, Athens USA
- 1964: Galleria Incontro, Salerno
- 1964: Galleria Guida, Napoli
- 1964: Künstlerhaus, Wien
- 1964: Landesmuseum, Graz
- 1964: Neue Galerie der Stadt Linz
- 1965: Galleria Lerici, Carrara
- 1965: International Arts Festival, Town-Hall, Harlow
- 1965: Alwin Gallery, London
- 1966: La Case d‘Art, Paris
- 1967: Galerie Le Solstice, Marseille
- 1967: Galerie Hasenclever Köln
- 1967: Festival d‘Automne, Ville de Champigny
- 1967: Galleria Penelope, Roma
- 1968: Galleria d‘Arte Moderna Il Vaglio Firenze
- 1968: Modern Art Center Wien
- 1969: Kunstverein Ingolstadt
- 1969: Museum of Modern Art, Haifa
- 1969: Old Jaffa Gallery, Tel Aviv
- 1969: Zivot, Bratislava
- 1969: Dum umeni, Brno
- 1969: Svaz, Ales, PraG
- 1970: Galerie Ida Niggli, St.Gallen
- 1970: Galerie La Daurade, Toulouse
- 1970: FNAC, Paris
- 1971: Austrian Institute, New York
- 1973: Galerie Würthle, Wien
- 1973: Galerie Tao, Wien
- 1974: Galerie Busam, Berlin
- 1975: Bawag Foundation, Wien
- 1975: Rathaus Galerie, Marl
- 1976: Österreichische Galerie Belvedere, Wien
- 1984: MMK Palais Liechtenstein, Wien
- 1986: Österreichische Galerie Belvedere, Wien
- 2017: Kunsthandel Hieke, Wien

### Ausstellungsbeteiligungen
- 1961
  - The Raille Gallery, London
  - The Art of Assemblage, Museum of Modern Art, New York
- 1962
  - The Art of Assemblage, Museum of Contemporary Arts, Dallas
  - The Art of Assemblage, Museum of Art, San Francisco
  - Galerie d'art moderne, Basel
- 1963: Exposition européenend'art contemporaine, Palais Municipal des expositions, Lyon
- 1964
  - Cinquante ans de Collage, Musée d’Art, St. Etienne
  - 2e Mostra Mercato Nazionale d'Arte
  - Contemporanea, Palazzo Strozzi, Firenze
  - L'ecole de Paris, Spa
  - Wiener phantastische Realisten, Galerie Synthese, Wien
  - Galleria Penelope, Roma
  - Ten years of numbered editions, Galleria Schwarz, Milano
  - Mostra d'Arte Grafica, Palazzo Pretoria, Prato
- 1965
  - Cinquante ans de Collage, Musée d'art décoratifs, Paris
  - Artists against racism, London
  - Acquisitions 1955-65, Musée d’Art Moderne, Paris
  - Dada-Surrealismus, Landesmuseum, Graz
  - The Painter and the Photograph, Isaac Delgado, Museum of Modern Art, New Orleans
  - IV. Mostra Internazionale d'arte, Maratea
  - VI. Biennale de gravure, Ljubljana
- 1966: Engagierte Kunst, Künstlerhaus Wien, Wien
- 1968
  - VI. Biennale, Palazzo delle esposizione, Roma
  - Hommage au Ghetto Varsovie, Paris
  - Geschichte der Collage, Kunstgewerbemuseum, Zürich
- 1969: Geschichte der Photomontage, Kunstverein Ingolstadt
- 1972
  - Collage and Assemblage, Museum of Modern Art, Haifa
  - III. Biennale internationale della grafica, Firenze
- 1977: Kunsthalle Düsseldorf
- 1979: Die unbekannte Sammlung, Museum für angewandte Kunst (Wien)
- 1980
  - Die uns verließen. Österreichische Maler der Emigration und Verfolgung, Belvedere, Wien
  - Topographie, Künstlerhaus, Wien
  - Österreicher im Exil. 1934–1945, Dokumentationsarchiv des österreichischen Widerstands, Wien
- 1981: Österreichische Graphik, Staatliches Kupferstichkabinett, Dresden
- 1983–1984: Geschichte der Fotografie in Österreich, Museum Moderner Kunst, Wien
- 1984: „1984“ Orwell und die Gegenwart, Museum des 20. Jahrhunderts, Wien
- 1985
  - Die Vertreibung des geistigen aus Österreich. Zur Kulturpolitik des Nationalsozialismus, Hochschule für angewandte Kunst, Wien
  - 1945. Davor und danach, Museum des 20. Jahrhunderts, Wien
- 2017 „Genosse. Jude.Wir wollten nur das Paradies auf Erden“, Jüdisches Museum, Wien
- 2021 „Disposessions“, Künstlerhaus, Wien
- 2022 „Wider die Macht“, Haus der Geschichte, St.Pölten